# Manuel Herrera López
Manuel Herrera López, más conocido como Súper (Sevilla, 21 de noviembre de 1991) es un futbolista español, que actualmente juega en el Lion City Sailors Football Club de la Liga Premier de Singapur.

## Trayectoria
Formado en los escalafones inferiores del Real Betis Balompié, ha ido escalando categorías hasta llegar al equipo B; el Real Betis Balompié B, siendo uno de los mejores jugadores en el filial.
Hasta juveniles jugó de lateral derecho, pero el 95% de sus partidos en Segunda B los ha jugado como defensa central. 
En la temporada jugó 20 partidos con el Real Betis Balompié B. Y en las dos anteriores, también con el filial verdiblanco de Segunda B, actuó en 20 y 32 partidos, respectivamente.
En 2013 el jugador firma con el Elche Ilicitano donde apenas participa en la primera parte del campeonato. En enero de 2014, en el mercado de invierno firma con el FC Cartagena para jugar la segunda vuelta de la liga para ocupar una de las plazas libres de jugador sub-23. En verano de 2014 ficha por el CD San Roque de Lepe.
En verano de 2015 ficha por el C.F. Villanovense. En el mercado invernal del año siguiente ficha por el Caudal Deportivo con el que logra ascender a Segunda División B teniendo una notable participación en el club asturiano.
En el mercado de invierno de la temporada 2016-17, pide la baja en el Caudal Deportivo, para firmar un suculento contrato con el Ceres Negros de la United Football League de Filipinas.
En julio de 2020, regresa a España y firma por la Unión Deportiva Lanzarote del Grupo XII de la Tercera División de España.
En enero de 2021, firma por el Nagaworld FC de la Liga C de Camboya.
El 14 de marzo de 2023, firma por el Lion City Sailors Football Club de la Liga Premier de Singapur.

## Equipos
| Club                        | País      | Año           |
| --------------------------- | --------- | ------------- |
| Real Betis Balompié ''B''   | España    | 2010 - 2013   |
| Elche Ilicitano             | España    | 2013          |
| Fútbol Club Cartagena       | España    | 2014          |
| CD San Roque de Lepe        | España    | 2014 - 2015   |
| Club de Fútbol Villanovense | España    | 2015          |
| Caudal Deportivo            | España    | 2016          |
| Ceres Negros                | Filipinas | 2017 - 2020   |
| Unión Deportiva Lanzarote   | España    | 2020          |
| Nagaworld FC                | Camboya   | 2021-2022     |
| LC Sailors                  | Singapur  | 2023-presente |

## Palmarés

### Campeonatos nacionales
| Título                      | Club            | País      | Año  |
| --------------------------- | --------------- | --------- | ---- |
| Philippines Football League | Ceres-Negros FC | Filipinas | 2017 |
| Philippines Football League | Ceres-Negros FC | Filipinas | 2018 |
| Philippines Football League | Ceres-Negros FC | Filipinas | 2019 |
| Copa Paulino Alcántara      | Ceres-Negros FC | Filipinas | 2019 |